# Tusipulla
Tusipulla is een geslacht van hooiwagens uit de familie Assamiidae.
De wetenschappelijke naam Tusipulla is voor het eerst geldig gepubliceerd door Roewer in 1935. 

## Soorten
Tusipulla is monotypisch en omvat slechts de volgende soort:
- Tusipulla coxalis